# Vriksum Mølle
Vriksum Mølle er en stråtækt hollandsk vindmølle. Møllen er beliggende i landsbyen Vriksum (nordfrisisk Wraksem tysk: Wrixum) på den nordfrisiske ø Før i det vestlige Sydslesvig. Møllen var i drift indtil 1960. Den er en af fem bevarede vindmøller på øen Før.
Allerede i 1464 nævntes en stubmølle i Vriksum. Møllen var dengang i dansk-kongelig eje og forpagtedes til lokale møllere. Efter at stubmøllen i 1850 blev brændt ned, oprettedes på samme sted den nuværende hollandske mølle. Møllen fungerede som kornmølle frem til 1960. Senere blev der indrettet  restaurant og udstillingsrum. I juni 2013 blev møllen købt af kommunen. Samme år blev en støtteforening stiftet. Målet er at restaurere møllen og bevare den som et vartegn for landsbyen.
Møllen krøjer med vindrose og har selvregulerende vinger med hækværk. Den er opbygget med en hvidkalket ottekantet undermølle i grundmur. I 2011 blev møllem ramt af en kraftigt storm, som brækkede den ene vinge i stykker. Vingeren blev året efter repareret og genindsat.